# Jaime Mosquera
Jaime Mosquera Reyes (Lima, 27 de agosto de 1943) es un exfutbolista peruano que se desempeñaba como delantero.

## Trayectoria
Si bien fue captado desde la primera infantil de Independiente Sacachispas, debutó en  Primera División defendiendo los colores del Carlos Concha, pasa por el Centro Iqueño y Octavio Espinosa sin gran éxito, hasta que llegó al Deportivo Municipal, club con el cual festejó el título de Segunda División 1968 junto al hasta ese momento joven Hugo Sotil.
Jaime fue el máximo goleador de la Primera División a fines de la década del sesenta, precisamente en 1969, con 15 goles marcados con la franja, en una temporada en la que anotó 27 goles en 21 partidos, cuando era considerado uno de los mejores jugadores de su país.
Llegó al Sporting de Lisboa a principios de la temporada 1970/71 recomendado por Juan Seminario, ídolo del club, esto después de que fracasaran las negociaciones para fichar a Teófilo Cubillas, en un momento en que el club buscaba un delantero goleador.
Sin embargo, solo disputó 3 partidos oficiales con el primer equipo del Sporting, en los que marcó 1 gol.
Al finalizar la temporada, regresó a Perú para jugar en el Defensor Lima. Tras su paso desapercibido por el club de breña, se mudó al Cusco, precisamente al Cienciano, donde finalmente colgaría las botas debido a una lesión.

## Clubes
| Club                | País     | Año       |
| ------------------- | -------- | --------- |
| Carlos Concha       | Perú     | 1965-1966 |
| Centro Iqueño       | Perú     | 1967      |
| Octavio Espinosa    | Perú     | 1968      |
| Deportivo Municipal | Perú     | 1968-1970 |
| Sporting de Lisboa  | Portugal | 1970-1971 |
| Defensor Lima       | Perú     | 1971      |
| Cienciano           | Perú     | 1972      |

## Distinciones individuales
| Distinción                              | Año  |
| --------------------------------------- | ---- |
| Goleador de la Primera División de Perú | 1969 |

## Palmarés

### Torneos nacionales
| Título           | Club                | País | Año  |
| ---------------- | ------------------- | ---- | ---- |
| Segunda División | Deportivo Municipal | Perú | 1968 |